# 中美大使级会谈

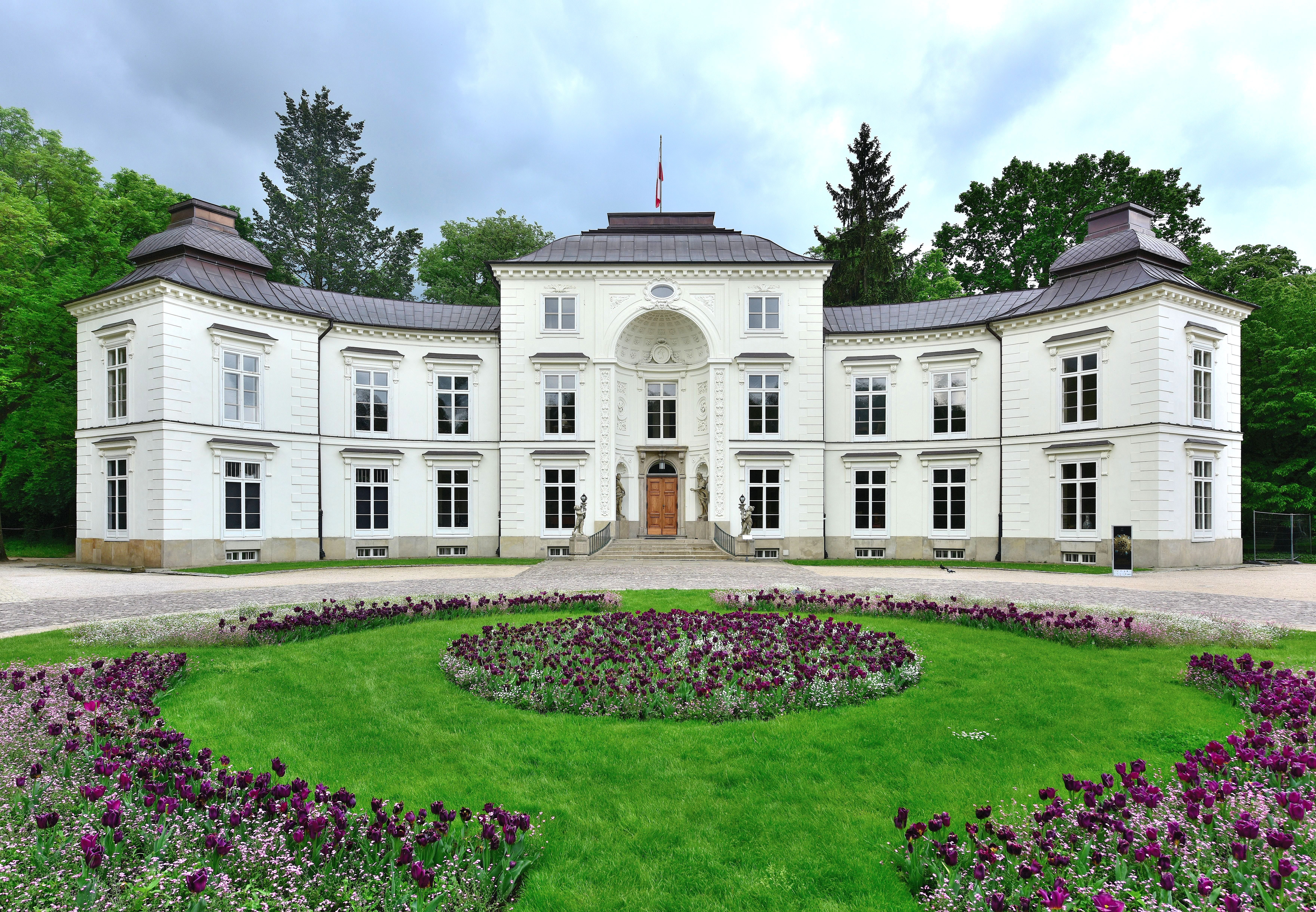
双方会面地点，波兰华沙梅希里维茨基宫

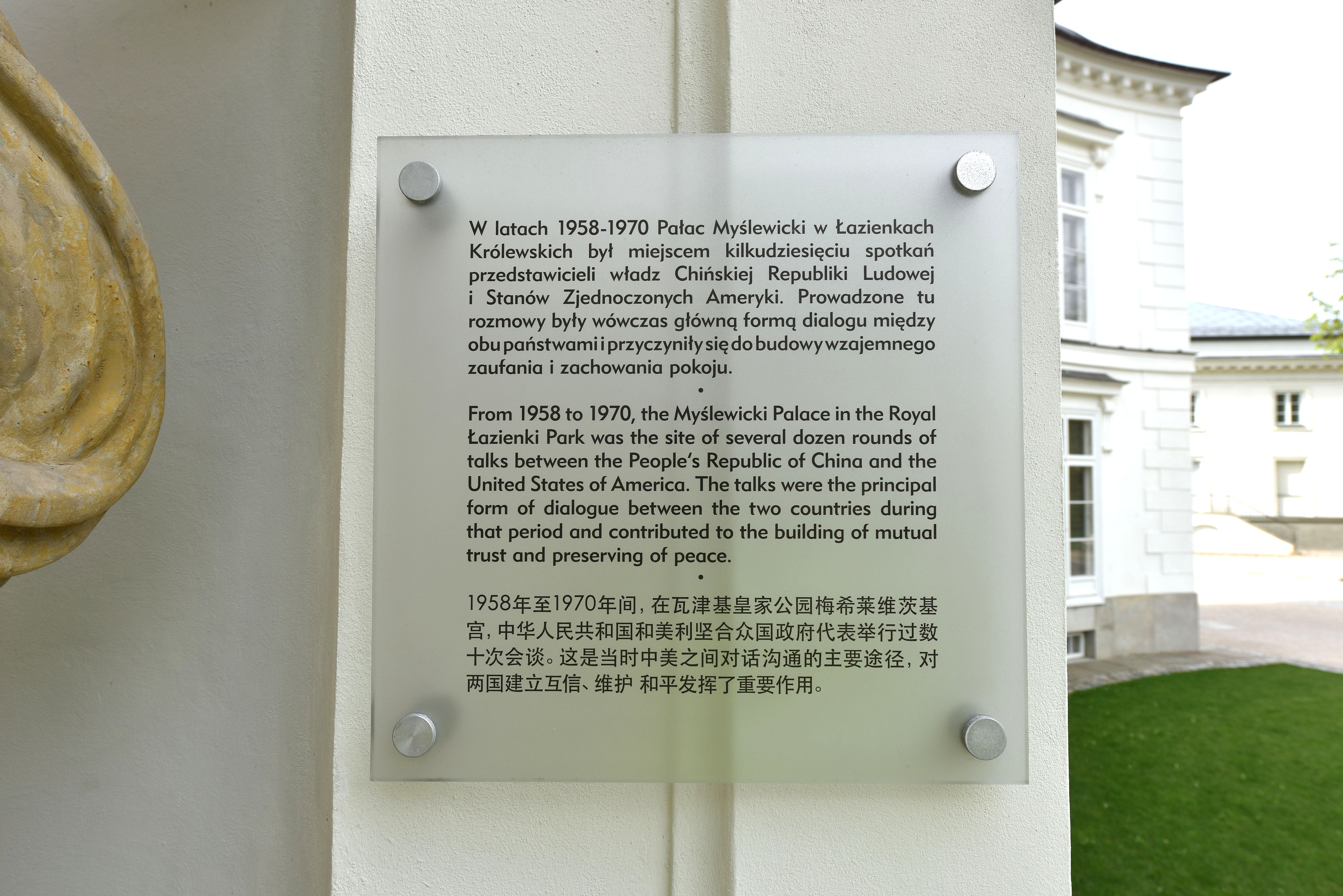
宫殿入口处纪念会谈的牌匾。

中美大使级会谈，是指1955年至1970年期间，中华人民共和国与美利坚合众国通过各自在日内瓦、华沙的大使，在两国没有外交关系期间，进行会谈以保持某种联络与沟通的途径。第一次会谈于1955年8月1日在瑞士日内瓦举行，中方代表是驻波兰大使王炳南，美方代表是驻捷克斯洛伐克大使乌拉尔·亚历克西斯·约翰逊。1970年后，美国开始正式接触中华人民共和国，并以其他渠道代替会谈。

## 过程
1955年4月在印度尼西亚万隆召开的亚非会议期间，美国通过英国驻北京代办杜維廉与中华人民共和国代表团接触，想要解决美国在中国大陆被关押人员问题。中华人民共和国总理周恩来发表声明，称该国政府愿意同美国政府坐下来谈判，讨论缓和远东紧张局势，特别是台湾地区的紧张局势的问题。同年7月13日，美国在英国、印度斡旋下作出反应，建议中、美双方各派一名大使级代表在日内瓦举行会谈。为不使渠道断绝，双方商定，在会议结束后继续在日内瓦举行领事级会谈，并在1954年9月至1955年7月，进行17次。
1955年8月1日，中美大使级会谈在日内瓦举行。中方代表是驻波兰大使王炳南（后由续任驻波兰大使王国权担任），美方代表是驻捷克斯洛伐克大使乌拉尔·亚历克西斯·约翰逊。会谈有两项议程，一是双方平民回国问题。二是双方有所争执的其他实际问题。
在第二项议程下，各方均可提出它认为应予讨论的直接牵涉到中美双方的问题。9月10日，双方就第一项议程达成协议：中美双方承认，在各自国家内的双方平民享有返回的权利，并宣布已经采取并将继续采取适当措施，使他们能够尽速行使其返回的权利，中美两国分别委托印度和英国政府协助中美平民返回本国。
之后中方提出第二项议程的两个议题，美国禁运问题和中美外长会议讨论缓和台湾地区紧张局势问题。而美方却要求在第二项议程下先讨论放弃为了统一海峡两岸，使用武力的问题。双方在各自立场上均无法让步，遂陷入僵局。为推动会谈继续进行，中华人民共和国从1956年9月到1957年12月先后提出关于促进中美人民往来和文化交流、关于中美两国在平等互惠的基础上准许对方新闻记者前来进行新闻采访、关于彼此给予司法协助等协议声明草案，但被美国所拒绝。
1957年12月12日，在第73次会议上，美方又以其大使调任为由，委派参赞身份的代表参加会谈，中方没有同意。1958年7月28日，美国指派驻波兰大使雅各·D·比姆为美方代表。1958年8月23日，解放軍發起金门炮战，美国向台湾海峡集结大量兵力，包括七艘航空母舰。9月15日第74次中美大使级会谈在华沙梅希里维茨基宫复会。1964年7月，中方代表换为王国权，中美大使级会谈一直断断续续地举行。双方政府始终就台湾问题无法达成一致，最终没有取得任何进展；但是此系列会议是在两国没有外交关系的情况下，成为两国保持某种接触、交换意见的途径。
1967年6月第133次会谈后，王国权奉调回国参加文化大革命，会谈顾问李连璧（兼使馆参赞）、会谈翻译钱永年及记录人员也先后回国，会谈不能正常进行。1967年8月21日，美国军机在广西上空被击落，三名飞行员丧生，一名被俘，美驻波兰大使馆派二等秘书泰勒以大使级会谈秘书名义约见中方使馆官员，经请示国内后也以会谈秘书名义在中方大使馆会见。此后双方以这种方式保持事务性沟通。
此后由于文化大革命、美国越南战争的影响，会谈断断续续，几经反复和延期，无法固定。几经周折，双方确定于1969年2月20日举行135次会谈后，2月4日发生了中华人民共和国驻荷兰大使馆临时代办廖和叔（二等秘书）叛逃事件，大使级会谈搁浅。
1969年12月3日，华沙科学文化宫大厅举办南斯拉夫时装展示会，中华人民共和国使馆二等秘书李举卿及翻译景志出席，散会后邂逅美国大使斯托塞尔及会谈秘书西蒙斯，斯托塞尔向中方表示“尼克松总统与中（华人民共和）国进行重要的、具体的会谈，请向你的上级汇报。”
至1970年2月20日，中美大使级会谈共进行了136次。之后因基辛格秘密访华、尼克松访华并签署《中美三个联合公报》，使两国关系正常化。